# Francisco Rodríguez Sánchez
Francisco Rodríguez Sánchez (Serantes, Ferrol, La Coruña; 22 de noviembre de 1945) es un político y crítico literario español.

## Trayectoria política
Fue elegido diputado en el Parlamento de Galicia en 1993 por el  Bloque Nacionalista Galego y diputado en el Congreso de los Diputados desde 1996 hasta 2008. 
Fue Secretario Xeral de la Unión do Povo Galego (UPG) entre el X Congreso (2000) y el XIII Congreso (2012), siendo relevado en este cargo por Néstor Rego. Forma parte del Secretariado Político de la UPG y del Consello Nacional del Bloque Nacionalista Galego.

## Trayectoria literaria
Es doctor en Filología Románica por la Universidad de Santiago de Compostela y ejerció como profesor de lengua y literatura española en bachillerato en A Estrada hasta 1993. Entre los trabajos de historia, crítica literaria y sociolingüística, cabe destacar A evolución ideolóxica de Manuel Curros Enríquez (1974), Conflicto lingüístico e ideoloxía en Galiza (1976), Análise sociolóxica da obra de Rosalía de Castro (1988) y Eduardo Blanco Amor, o desacougo da nación negada (1994).
Además, es autor de otro libro, como Galiza, razón de ser, recompilación de artículos publicados en la prensa diaria a lo largo del período que abarca la VI Legislatura del Congreso de los Diputados (1996-2000).
- Datos: Q3326264
- Multimedia: Francisco Rodríguez Sánchez / Q3326264